# ابزار برقی
ابزار قدرت ابزاری است که توسط موتور و سازوکارهایی غیر از تنها کارِ دستی با استفاده از ابزار دستی؛ عملگر مکانیکی شده‌است. متداول‌ترین انواع ابزار قدرت از موتور الکتریکی استفاده می‌کنند. موتورهای درون‌سوز و هوای فشرده نیز معمولاً استفاده می‌شود. دیگر منابع قدرت عبارتند از موتور بخار، سوزاندن مستقیم سوخت و سوخت موتور، و یا حتی منابع طبیعی مانند باد یا نیروی آب. ابزارهایی که مستقیماً توسط نیروی حیوانات هدایت می‌شوند به‌طور کلی ابزار قدرت نیستند.